# Smakh
Smakh (tiếng Ả Rập: صماخ) là một ngôi làng Syria nằm ở phó huyện Salamiyah thuộc huyện Salamiyah, Hama.